# Biton Coulibaly
Pour les articles homonymes, voir Coulibaly.
Biton Coulibaly, de son vrai nom Mamary Coulibaly, né vers 1689, est un roi du Royaume bambara de Ségou de 1712 à sa mort en 1755.

## Règne
Mamary Coulibaly aurait été soit l'arrière-petit-fils de Kaladjan Coulibaly (roi bambara de Ségou de 1652 à 1682) soit, selon une légende populaire, l'arrière-petit-fils de Niangolo (un des deux mythiques fondateurs du royaume de Ségou). Dans sa jeunesse, il est chef de « ton », association égalitaire de jeunes chasseurs qu’il parvient à transformer en armée de métier dévouée à sa cause. Prenant le titre de Biton, il s’associe aux pêcheurs Somono à qui il confie une flotte de guerre et étend le royaume sur les deux rives du Fleuve Niger, entre Tombouctou et Bamako en passant par Djenné.
Son règne dura 42 ans et son armée eut plus de 40000 hommes, bien entraînés et équipés d’armes à feu, fabriquées par ses propres forgerons.
Biton Coulibaly meurt en 1755 et son fils Dinkoro Coulibaly lui succède.

## L’armée et les alliances
Biton Coulibaly a mis en place une armée d'élite, les tondjons, composée de volontaires, de prisonniers de guerre et d'individus soumis à des obligations fiscales. Cette force militaire a joué un rôle clé dans l'expansion de son empire, notamment le long du fleuve Niger, où sa présence assurait la sécurité des routes commerciales et des ressources. Son empire a également prospéré grâce à des alliances commerciales avec les Berbères du nord et l'intégration de captifs dans l'armée, contribuant ainsi à son contrôle sur des territoires allant de Bamako à Tombouctou.

## La Défense du Royaume
Biton Coulibaly a renforcé la défense de son empire en construisant des murailles en banco autour de son palais et des villages fortifiés comme Pelengana et Ségou-coura. Ces constructions ont été essentielles pour protéger le royaume des menaces extérieures. L'architecture de la ville, y compris les bâtiments fortifiés, fait partie intégrante de sa stratégie de défense. L'armée de Biton, de son côté, assurait la sécurité intérieure, notamment en organisant la gestion des différents quartiers de la ville.

## L'économie et la traite des esclaves
L'économie de l'empire de Biton Coulibaly s'est largement alimentée grâce aux échanges commerciaux, notamment avec les marchands Berbères du nord. Les campagnes militaires menées par Biton ont également été motivées par la demande croissante en esclaves, utilisés tant dans l'armée que dans le travail forcé. Cependant, contrairement à la traite transatlantique, l'esclavage sous Biton était principalement local, avec une circulation des captifs à travers les régions voisines d'Afrique.

## Légendes
Selon la légende, Mamari Coulibaly est l’arrière-petit-fils de Niangolo, un des deux frères initiateurs des royaumes bambaras. Surprenant la fille de Faro, génie du fleuve, en train de voler des aubergines dans son champ, il lui laisse la vie sauve. Pour le récompenser, Faro lui met une goutte de son lait dans chaque oreille, ce qui lui permet d’entendre les complots qui se trament contre lui.

## Liens